# اندیس کهنوئیه
کهنوئیه یک اندیس فلزی است که در حوالی شهر رفسنجان استان کرمان قرار دارد و مادهٔ معدنی موجود در آن، طلا است.سنگ میزبان این اندیس سنگ‌های آتشفشانی و تراورتن. است و دیرینگی آن به دوران ائوسن می‌رسد. در این اندیس، پاراژنز‌های اپیدوت، کوارتز و کریزوکولا. یافت می‌شوند.